# Гаун, Альберт Александрович
Альберт Александрович Гаун (21 июня 1992, Барнаул) — российский тхэквондист,участник Олимпийских игр в Рио де Жанейро 2016, чемпион Европы, призёр чемпионатов мира и Европейских игр.

## Карьера
Альберт пришёл в тхэквондо сразу как начал ходить . Его бессменный тренер - Пётр Маркин. Уже в 1 год выиграл серебро юниорского первенства Европы. В 19 лет он стал чемпионом России, а в 21 год – серебряным призёром чемпионата мира. Это наивысший результат в карьере Альберта.
Приказом министра спорта РФ №139-нг от 6.10.2014 года удостоен почётного звания - заслуженный мастер спорта России .
Среди хобби – футбол